# Unzer Ekspres
Unzer Ekspres (jid. ‏אונזער עקספרעס‎) – dziennik warszawski mniejszości żydowskiej wydawany w języku jidysz w latach 1927–1938.

## Historia
Gazeta była kontynuacją dziennika „Warszewer Ekspres”, jej pierwszy numer ukazał się 9 stycznia 1927. Nakład wynosił 40–60 tys. Ukazywały się także pozawarszawskie, lokalne odmiany gazety: „Unzer Czenstochower Ekspres”, „Lubliner Unzer Ekspres”, „Lider Unzer Ekspres” oraz „Kaliszer Unzer Ekspres”.
„Unzer Ekspres” opierał się na popularnej i sensacyjnej publicystyce, publikowano także powieści sensacyjne w odcinkach, jak np. powieści Znachor i Profesor Wilczur Tadeusza Dołęgi-Mostowicza. Do gazety dodawano również dodatki tematyczne. Redaktorami naczelnymi byli G. Aptekar i Lazar Kahan, zaś redaktorem literackim Elchanan Cajtlin. Do ważniejszych autorów piszących dla gazety należeli Aron Cajtlin, Isaac Bashevis Singer, Joel Mastbaum, Abraham Zak czy Jakir Warszawski.
„Unzer Ekspres” miał znaczącą konkurencję: na początku jego działalności w Warszawie ukazywało się już pięć innych gazet w jidysz. W porównaniu do konkurencyjnych dzienników gazeta posiadała więcej stron i niższą cenę, a także wyróżniała się czerwonymi nagłówkami. Jej wzorem była polska prasa popularna, tak zwana „prasa czerwona”. Inny był także model zarządzania: gazeta była prowadzona przez kooperatywę.
Ostatni numer ukazał się 11 września lub 5 listopada 1939 roku.